# Роговик п'ятитичинковий
Роговик п'ятитичинковий (Cerastium semidecandrum) — вид рослин з родини гвоздикових (Caryophyllaceae), поширений у Європі, Північній Африці, західній Азії.

## Опис
Однорічна трав'яниста рослина 5–12 см заввишки. Стебла від висхідних до прямостійних, волосисті, із залозистими волосками, принаймні в кроні. Листки супротивні, без черешків. Листові пластини еліптичні, волохаті, з цілим краєм, сірувато-зелені. Суцвіття 2-розгалужене; квітів 10–40. Віночок радіально-симетричний, білий, ширина ≈ 1 см; пелюстки п'ять, довжиною 2–4 мм, коротше (або іноді довше) чашолистків, неглибоко 2-лопатеві, іноді різної форми і розміру. Чашолистки 5, ланцетоподібні, конічні, волохаті, голі на кінчику, з широко перетинчастими краями. Тичинок зазвичай 5–10, найчастіше 5. Плід — циліндрична, пряма, злегка вигнута коробочка довжиною 5–7 мм, що розщеплюється на (9)10 часток.

## Поширення
Поширений у Європі, Північній Африці, західній Азії. Населяє скелі, висушені на сонці луки, піщані схили, залізничні колії, узбіччя, пустирі.

## Галерея

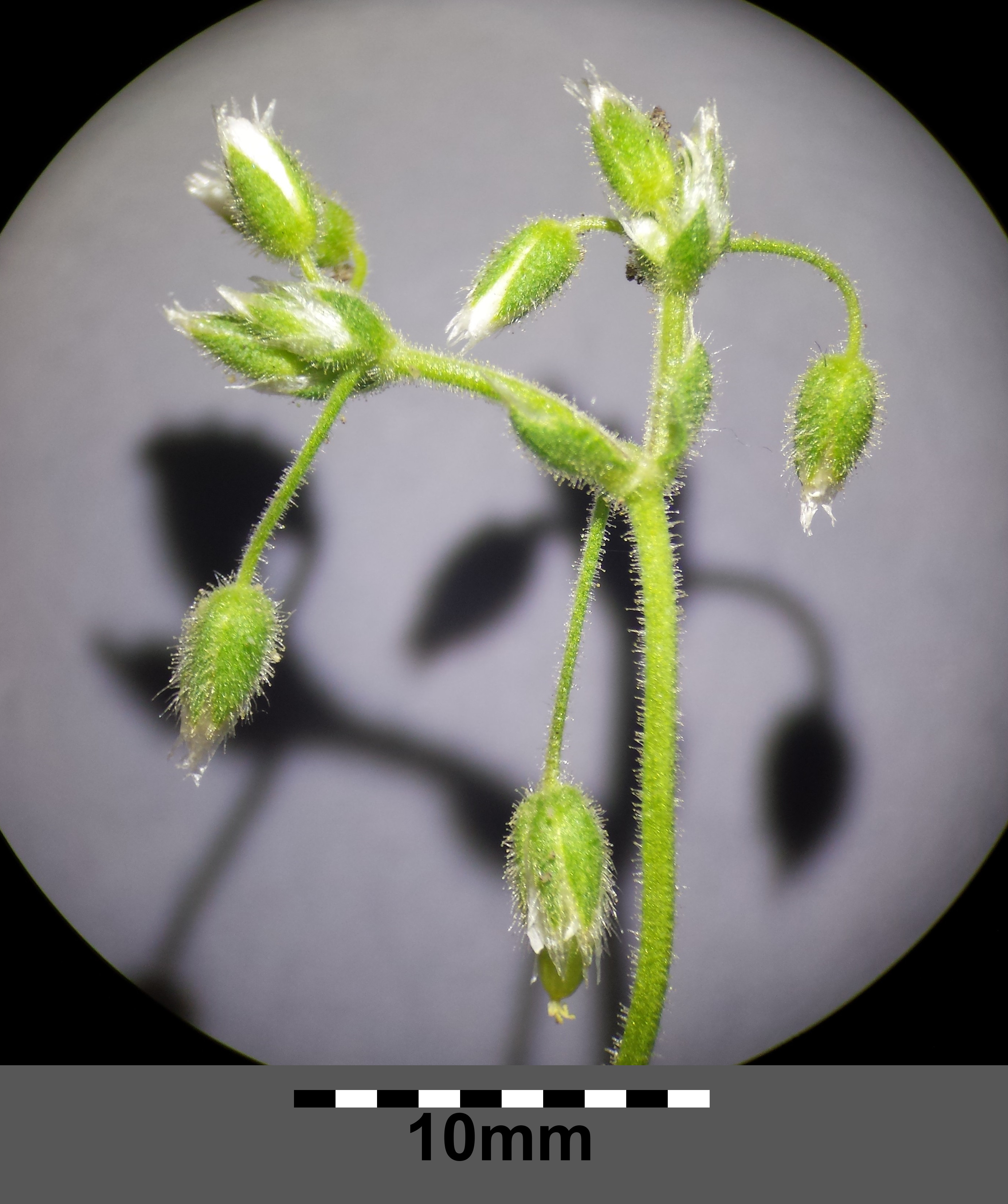
суцвіття
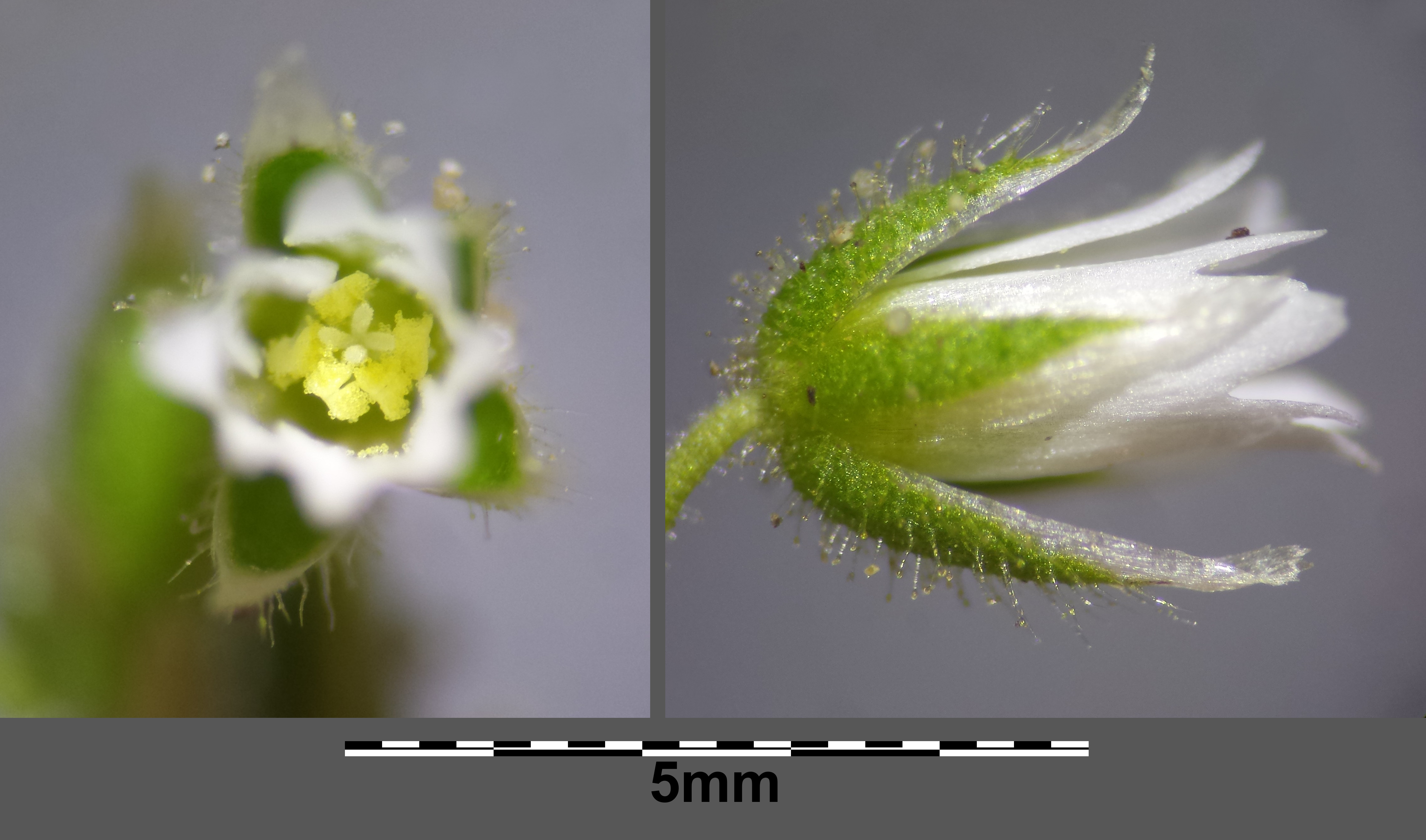
квітка
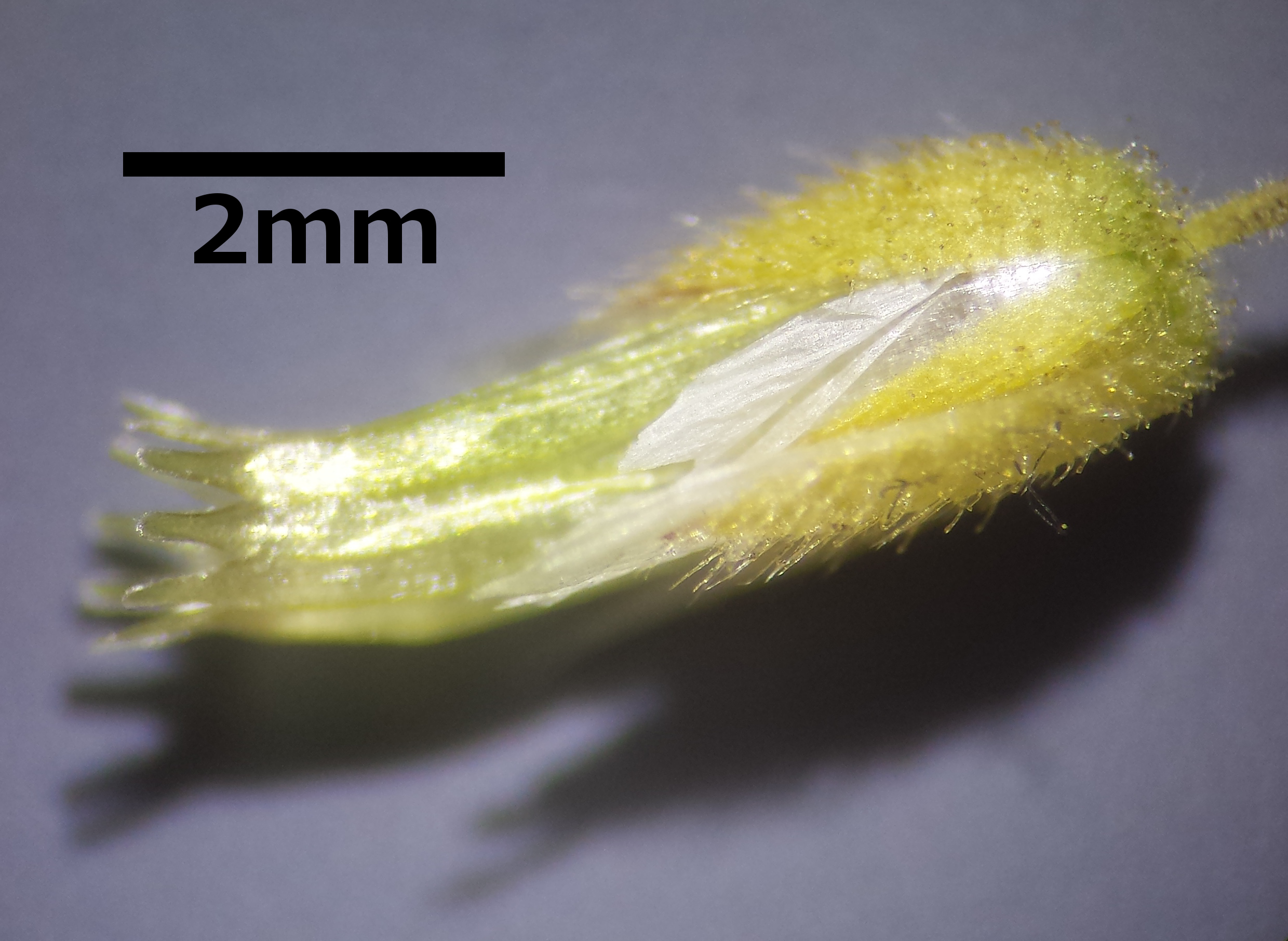
плід
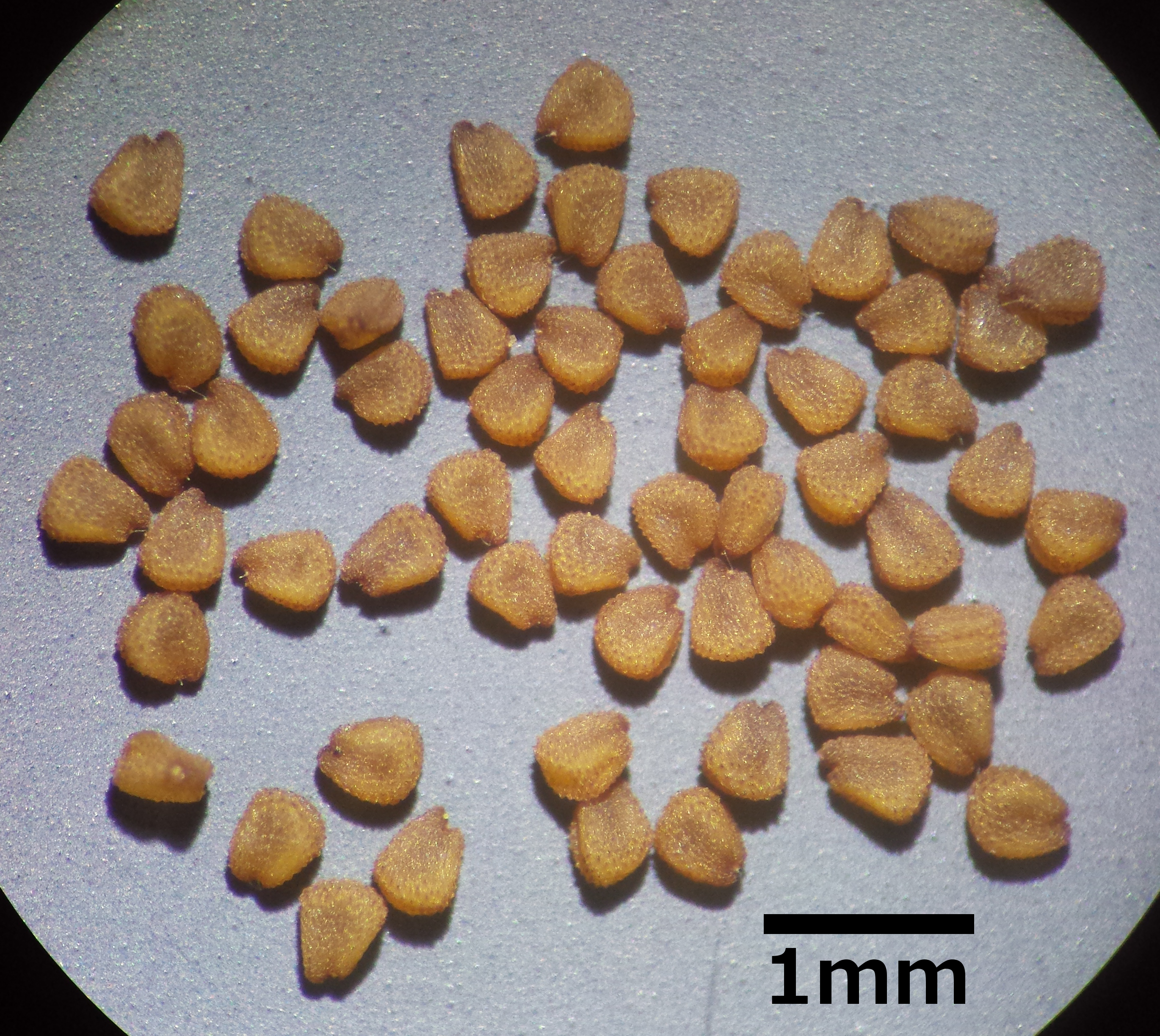
насіння
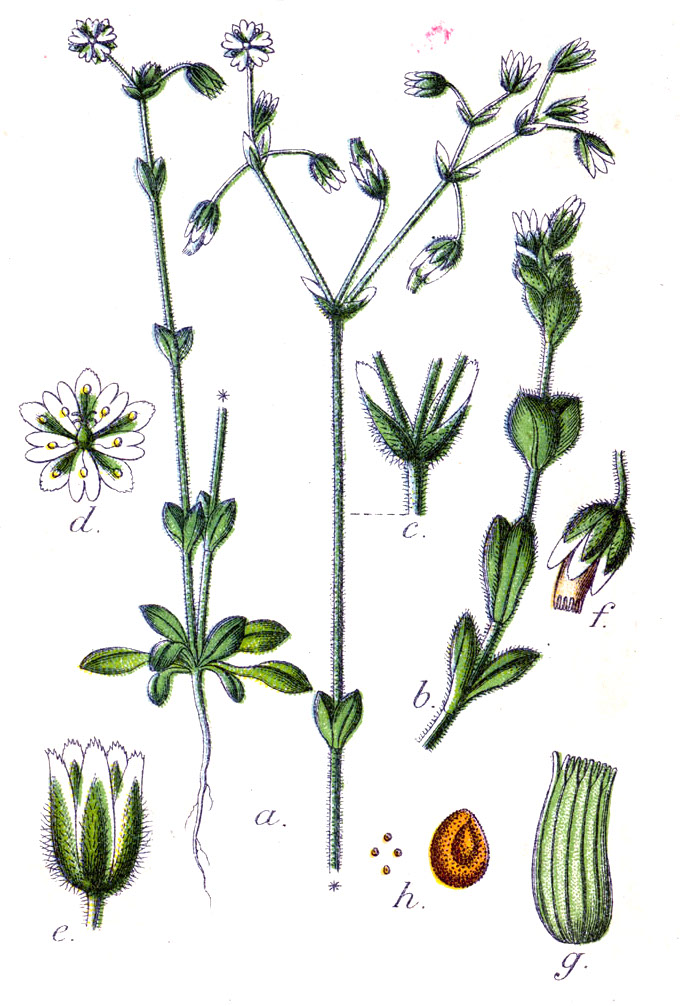
ілюстрація